# Davis Cup 2015 Aziatische/Oceanische zone
De Aziatische/Oceanische zone was een van de drie regionale zones van de Davis Cup in 2015.
De Aziatische/Oceanische zone telde in 2015 vier groepen (niveaus). De deelnemende landen streden om promotie naar een hogere groep en probeerden degradatie naar een lagere groep te voorkomen. De twee winnaars van Groep I plaatsten zich voor een kwalificatiewedstrijd, waarin promotie naar de wereldgroep kon worden behaald. Er deden 31 landen mee in de Amerikaanse zone. Australië, Japan en Kazachstan namen deel aan de wereldgroep en speelden dus niet in deze continentale zone.

## Groep I
Aan Groep I namen zes landen deel. Ten opzichte van vorig jaar verdween Taiwan (gedegradeerd naar Groep II). Thailand (gepromoveerd vanuit Groep II) was nieuw.

### Deelnemers
Reekshoofden
1. Oezbekistan
2. India

Overige deelnemers
- China
- Rep. Korea
- Nieuw-Zeeland
- Thailand

### Promotie
|  | Eerste ronde | Eerste ronde | Eerste ronde |  |  | Tweede ronde | Tweede ronde | Tweede ronde |
|  |              |              |              |  |  |              |              |              |
|  |              |              |              |  |  |              |              |              |
|  |              |              |              |  |  | 1            | Oezbekistan  | 3            |
|  | –            | Thailand     | 2            |  |  | –            | Rep. Korea   | 2            |
|  | –            | Rep. Korea   | 3            |  |  |              |              |              |
|  |              |              |              |  |  |              |              |              |
|  |              |              |              |  |  |              |              |              |
|  |              |              |              |  |  |              |              |              |

|  | Eerste ronde | Eerste ronde  | Eerste ronde |  |  | Tweede ronde | Tweede ronde  | Tweede ronde |
|  |              |               |              |  |  |              |               |              |
|  | –            | Nieuw-Zeeland | 4            |  |  |              |               |              |
|  | –            | China         | 1            |  |  | –            | Nieuw-Zeeland | 2            |
|  |              |               |              |  |  | 2            | India         | 3            |
|  |              |               |              |  |  |              |               |              |
|  |              |               |              |  |  |              |               |              |
|  |              |               |              |  |  |              |               |              |
|  |              |               |              |  |  |              |               |              |

- India en Oezbekistan plaatsen zich voor de kwalificatiewedstrijden.

#### Kwalificatiewedstrijden
| Land        | Uitslag | Tegenstander     | Locatie                |
| ----------- | ------- | ---------------- | ---------------------- |
| India       | 1 – 3   | Tsjechië         | New Delhi (India)      |
| Oezbekistan | 1 – 3   | Verenigde Staten | Tasjkent (Oezbekistan) |

### Degradatie
|  | Eerste ronde | Eerste ronde | Eerste ronde |  |  | Tweede ronde | Tweede ronde | Tweede ronde |
|  |              |              |              |  |  |              |              |              |
|  |              |              |              |  |  |              |              |              |
|  |              |              |              |  |  | –            | Thailand     | 0            |
|  |              |              |              |  |  | –            | China        | 5            |
|  |              |              |              |  |  |              |              |              |
|  |              |              |              |  |  |              |              |              |
|  |              |              |              |  |  |              |              |              |
|  |              |              |              |  |  |              |              |              |

- Thailand degradeert naar Groep II.

## Groep II
Aan Groep II namen acht landen deel. Ten opzichte van vorig jaar verdwenen Thailand (gepromoveerd naar Groep I), Hongkong en Vietnam (gedegradeerd naar Groep III). Taiwan (gedegradeerd vanuit Groep I), Iran en Libanon (gepromoveerd vanuit Groep III) waren nieuw.

### Deelnemers
Reekshoofden
1. Taiwan
2. Pakistan
3. Filipijnen
4. Indonesië

Overige deelnemers
- Iran
- Kuweit
- Libanon
- Sri Lanka

### Promotie
|  | Eerste ronde | Eerste ronde | Eerste ronde |        |            | Tweede ronde | Tweede ronde | Tweede ronde |  |  | Derde ronde | Derde ronde | Derde ronde |
|  |              |              |              |        |            |              |              |              |  |  |             |             |             |
|  | 4            | Indonesië    | 5            |        |            |              |              |              |  |  |             |             |             |
|  |              | Iran         | 0            |        |            |              |              |              |  |  |             |             |             |
|  |              | Iran         | 0            | 4      | Indonesië  | 1            |              |              |  |  |             |             |             |
|  |              |              |              | 4      | Indonesië  | 1            |              |              |  |  |             |             |             |
|  |              | 2            | Pakistan     | 3      |            |              |              |              |  |  |             |             |             |
|  | 2            | 2            | Pakistan     | 3      | Pakistan   | 3            |              |              |  |  |             |             |             |
|  | 2            |              |              |        | Pakistan   | 3            |              |              |  |  |             |             |             |
|  |              | Kuweit       | 2            |        |            |              |              |              |  |  |             |             |             |
|  |              |              |              |        |            |              |              |              |  |  | 2           | Pakistan    | 3           |
|  |              |              | 1            | Taiwan | 2          |              |              |              |  |  |             |             |             |
|  | 1            | Taiwan       | 5            |        |            |              |              |              |  |  |             |             |             |
|  |              | Libanon      | 0            |        |            |              |              |              |  |  |             |             |             |
|  |              | Libanon      | 0            | 1      | Taiwan     | 3            |              |              |  |  |             |             |             |
|  |              |              |              | 1      | Taiwan     | 3            |              |              |  |  |             |             |             |
|  |              | 3            | Filipijnen   | 1      |            |              |              |              |  |  |             |             |             |
|  | 3            | 3            | Filipijnen   | 1      | Filipijnen | 5            |              |              |  |  |             |             |             |
|  | 3            |              |              |        | Filipijnen | 5            |              |              |  |  |             |             |             |
|  |              | Sri Lanka    | 0            |        |            |              |              |              |  |  |             |             |             |

- Pakistan promoveert naar Groep I.

### Degradatie
| Play-offs |        |   |
|           |        |   |
|           | Iran   | 1 |
|           | Kuweit | 3 |

| Play-offs |           |   |
|           |           |   |
|           | Sri Lanka | 3 |
|           | Libanon   | 2 |

- Iran en Libanon degraderen naar Groep III.

## Groep III
Aan Groep III namen acht landen deel. Ten opzichte van vorig jaar verdwenen Iran, Libanon (gepromoveerd naar Groep II), Singapore en de Verenigde Arabische Emiraten (gedegradeerd naar Groep IV). Hongkong, Vietnam (gedegradeerd vanuit Groep II), Qatar en Saudi-Arabië (gepromoveerd vanuit Groep IV) waren nieuw. In tegenstelling tot Groep I en II werd Groep III (net als Groep IV) op één centrale locatie gespeeld, in Maleisië. Ook werd er van een groepsfase gebruikgemaakt.

### Deelnemers
1. Maleisië
2. Vietnam
3. Hongkong
4. Syrië
5. Cambodja
6. Saudi-Arabië
7. Qatar
8. Turkmenistan

### Groep A
| Datum    | Land         | Uitslag | Land         |
| -------- | ------------ | ------- | ------------ |
| 25 maart | Maleisië     | 3 – 0   | Qatar        |
| 25 maart | Hongkong     | 3 – 0   | Saudi-Arabië |
| 26 maart | Maleisië     | 2 – 1   | Hongkong     |
| 26 maart | Saudi-Arabië | 0 – 3   | Qatar        |
| 27 maart | Maleisië     | 3 – 0   | Saudi-Arabië |
| 27 maart | Qatar        | 1 – 2   | Hongkong     |

| Nr. | Club         | Wedstrijden | Wedstrijden | Wedstrijden | Partijen | Partijen | Partijen |
| --- | ------------ | ----------- | ----------- | ----------- | -------- | -------- | -------- |
| Nr. | Club         | S           | W           | V           | W        | V        | Saldo    |
| 1   | Maleisië     | 3           | 3           | 0           | 8        | 1        | +7       |
| 2   | Hongkong     | 3           | 2           | 1           | 6        | 3        | +3       |
| 3   | Qatar        | 3           | 1           | 2           | 4        | 5        | –1       |
| 4   | Saudi-Arabië | 3           | 0           | 3           | 0        | 9        | –9       |

### Groep B
| Datum    | Land         | Uitslag | Land         |
| -------- | ------------ | ------- | ------------ |
| 25 maart | Syrië        | 2 – 1   | Cambodja     |
| 25 maart | Turkmenistan | 0 – 3   | Vietnam      |
| 26 maart | Cambodja     | 1 – 2   | Turkmenistan |
| 26 maart | Vietnam      | 2 – 1   | Syrië        |
| 27 maart | Syrië        | 1 – 2   | Turkmenistan |
| 27 maart | Vietnam      | 3 – 0   | Cambodja     |

| Nr. | Club         | Wedstrijden | Wedstrijden | Wedstrijden | Partijen | Partijen | Partijen |
| --- | ------------ | ----------- | ----------- | ----------- | -------- | -------- | -------- |
| Nr. | Club         | S           | W           | V           | W        | V        | Saldo    |
| 1   | Vietnam      | 3           | 3           | 0           | 8        | 1        | +7       |
| 2   | Turkmenistan | 3           | 2           | 1           | 4        | 5        | –1       |
| 3   | Syrië        | 3           | 1           | 2           | 4        | 5        | –1       |
| 4   | Cambodja     | 3           | 0           | 3           | 2        | 7        | –5       |

| Finale |              |   |
|        |              |   |
| A1     | Maleisië     | 2 |
| B2     | Turkmenistan | 0 |

| Finale |          |   |
|        |          |   |
| B1     | Vietnam  | 2 |
| A2     | Hongkong | 0 |

- Maleisië en Vietnam promoveren naar Groep II.

| Degradatieduel |          |   |
|                |          |   |
| A3             | Qatar    | 1 |
| B4             | Cambodja | 2 |

| Degradatieduel |              |   |
|                |              |   |
| B3             | Syrië        | 3 |
| A4             | Saudi-Arabië | 0 |

- Qatar en Saudi-Arabië degraderen naar Groep IV.

## Groep IV
Aan Groep IV namen negen landen deel. Ten opzichte van vorig jaar verdwenen Qatar, Saudi-Arabië (gepromoveerd naar Groep III) en Mongolië (deed niet mee aan de Davis Cup). Singapore en de Verenigde Arabische Emiraten (gedegradeerd vanuit Groep III) waren nieuw. In tegenstelling tot Groep I en II werd Groep III (net als Groep IV) op één centrale locatie gespeeld, in Bahrein. Ook werd er van een groepsfase gebruikgemaakt.

### Deelnemers
Reekshoofden
1. Pacifisch Oceanië[1]
2. Verenigde Arabische Emiraten

Overige deelnemers
- Bahrein
- Bangladesh
- Irak
- Jordanië
- Kirgizië
- Oman
- Singapore

### Groep A
| Datum    | Land              | Uitslag | Land              |
| -------- | ----------------- | ------- | ----------------- |
| 27 april | Bahrain           | 1 – 2   | Jordanië          |
| 27 april | Irak              | 1 – 2   | Pacifisch Oceanië |
| 28 april | Bahrain           | 0 – 3   | Pacifisch Oceanië |
| 29 april | Jordanië          | 2 – 1   | Irak              |
| 30 april | Pacifisch Oceanië | 2 – 1   | Jordanië          |
| 1 mei    | Bahrein           | 2 – 1   | Irak              |

| Nr. | Club              | Wedstrijden | Wedstrijden | Wedstrijden | Partijen | Partijen | Partijen |
| --- | ----------------- | ----------- | ----------- | ----------- | -------- | -------- | -------- |
| Nr. | Club              | S           | W           | V           | W        | V        | Saldo    |
| 1   | Pacifisch Oceanië | 3           | 3           | 0           | 7        | 2        | +5       |
| 2   | Jordanië          | 3           | 2           | 1           | 5        | 4        | +1       |
| 3   | Bahrein           | 3           | 1           | 2           | 3        | 6        | –3       |
| 4   | Irak              | 3           | 0           | 3           | 3        | 6        | –3       |

### Groep B
| Datum    | Land       | Uitslag | Land       |
| -------- | ---------- | ------- | ---------- |
| 27 april | Bangladesh | 0 – 3   | Singapore  |
| 27 april | Kirgizië   | 0 – 3   | V.A.E.     |
| 28 april | Singapore  | 3 – 0   | Oman       |
| 28 april | V.A.E.     | 3 – 0   | Bangladesh |
| 29 april | Kirgizië   | 0 – 3   | Bangladesh |
| 29 april | Oman       | 0 – 3   | V.A.E.     |
| 30 april | Oman       | 3 – 0   | Kirgizië   |
| 30 april | V.A.E.     | 1 – 2   | Singapore  |
| 1 mei    | Bangladesh | 3 – 0   | Oman       |
| 1 mei    | Singapore  | 3 – 0   | Kirgizië   |

| Nr. | Club       | Wedstrijden | Wedstrijden | Wedstrijden | Partijen | Partijen | Partijen |
| --- | ---------- | ----------- | ----------- | ----------- | -------- | -------- | -------- |
| Nr. | Club       | S           | W           | V           | W        | V        | Saldo    |
| 1   | Singapore  | 4           | 4           | 0           | 11       | 1        | +10      |
| 2   | V.A.E.     | 4           | 3           | 1           | 10       | 2        | +8       |
| 3   | Bangladesh | 4           | 2           | 2           | 6        | 6        | 0        |
| 4   | Oman       | 4           | 1           | 3           | 3        | 9        | –6       |
| 5   | Kirgizië   | 4           | 0           | 4           | 0        | 12       | –12      |

| Finale |                              |   |
|        |                              |   |
| A1     | Pacifisch Oceanië            | 2 |
| B2     | Verenigde Arabische Emiraten | 1 |

| Finale |           |   |
|        |           |   |
| B1     | Singapore | 2 |
| A2     | Jordanië  | 0 |

- Pacifisch Oceanië en Singapore promoveren naar Groep III.

| Duel om de vijfde plek |            |   |
|                        |            |   |
| A3                     | Bahrein    | 1 |
| B3                     | Bangladesh | 2 |

| Duel om de zevende plek |      |   |
|                         |      |   |
| A4                      | Irak | 2 |
| B4                      | Oman | 1 |

## Eindresultaten
| Resultaat  | Wereldgroep (Az/Oc.)       | Groep I                                          | Groep II                                     | Groep III                            | Groep IV                                                                    |
| ---------- | -------------------------- | ------------------------------------------------ | -------------------------------------------- | ------------------------------------ | --------------------------------------------------------------------------- |
| Promotie   |                            |                                                  | Pakistan                                     | Maleisië Vietnam                     | Pacifisch Oceanië Singapore                                                 |
| Handhaving | Australië Japan Kazachstan | China India Rep. Korea Nieuw-Zeeland Oezbekistan | Filipijnen Indonesië Kuweit Sri Lanka Taiwan | Cambodja Hongkong Syrië Turkmenistan | Bahrein Bangladesh Irak Jordanië Kirgizië Oman Verenigde Arabische Emiraten |
| Degradatie |                            | Thailand                                         | Iran Libanon                                 | Qatar Saudi-Arabië                   |                                                                             |